# Clowns
"Clowns" är en låt av den engelska elektroniska duon Goldfrapp, utgiven som den fjärde och sista singeln från albumet Seventh Tree den 20 oktober 2008. Låten skrevs och producerades av Alison Goldfrapp och Will Gregory med ytterligare produktion av Flood. Den har uppnått plats 155 på den brittiska singellistan.
Låten släpptes som kostnadsfri digital nedladdning via Goldfrapps officiella webbplats och Myspace. En liveversion av låten, framförd vid 2008 års BBC Electric Proms, ingick också. Som en del av tidningen The Guardians vecka av Goldfrapp-gåvor släpptes ytterligare en liveversion, inspelad vid Union Chapel i London. "Clowns" spelas över eftertexterna i filmen Veronika Decides to Die. En cover har spelats in av Melora Creager från bandet Rasputina.
I en videointervju med Blender påstår Alison att låten handlar om överanvändandet av bröstimplantat hos kvinnor i realityserier.
Alison har producerat en musikvideo till låten tillsammans med Francis Kennard.

## Låtlista
Digital nedladding
1. "Clowns" – 4:08
2. "Happiness" (choral version) – 4:02

## Listplaceringar
| Lista (2008)           | Högsta position |
| ---------------------- | --------------- |
| Brittiska singellistan | 155             |